# Marco Triller

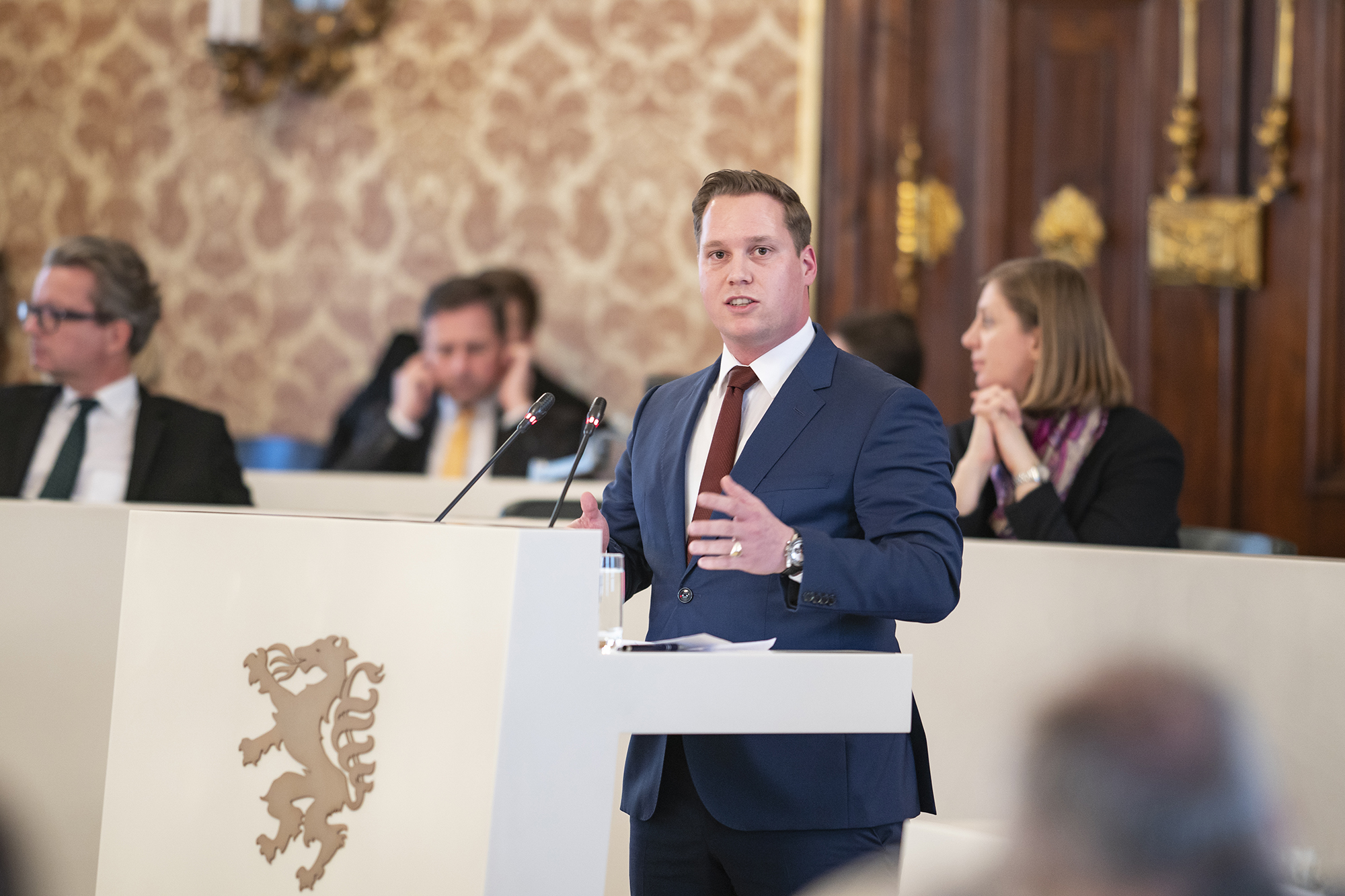
Marco Triller im Landtag Steiermark (2019)

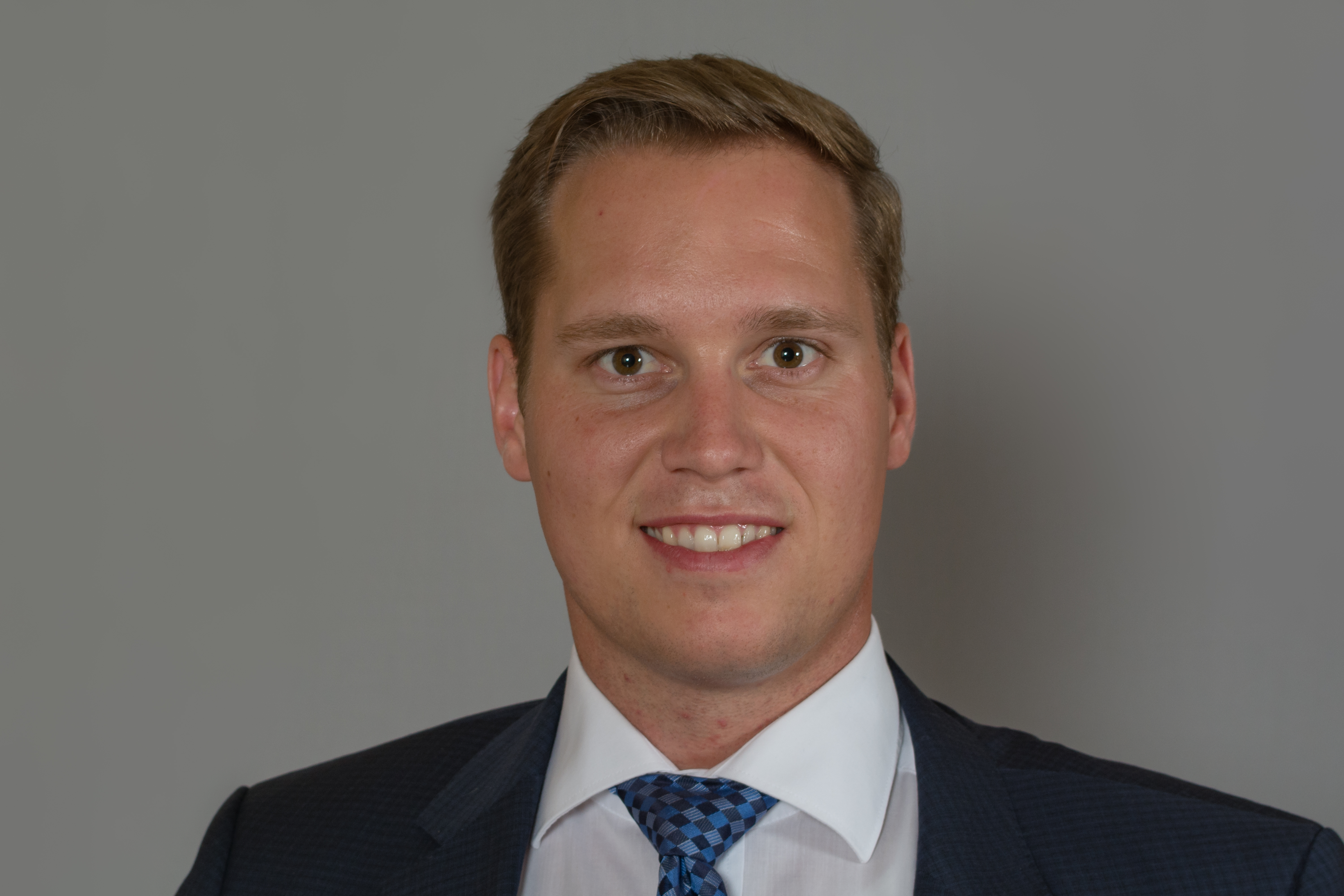
Marco Triller (2016)

Marco Triller (* 1. Dezember 1986 in Leoben) ist ein österreichischer Politiker der Freiheitlichen Partei Österreichs (FPÖ). Er wurde am 16. Juni 2015 als Abgeordneter zum Steiermärkischen Landtag angelobt.

## Ausbildung und Beruf
Nach der Grundschule absolvierte Triller die Militärakademie in Wiener Neustadt. Nach deren Abschluss schlug er eine Laufbahn als Berufsoffizier beim Österreichischen Bundesheer ein.

## Politische Laufbahn
Triller ist seit 2002 Mitglied im Ring Freiheitlicher Jugend (RFJ). Er war der Initiator der Wiedergründung der RFJ-Bezirksgruppe Leoben, deren Obmann er dann jahrelang war. Seit 2007 ist er stellvertretender Obmann des RFJ-Steiermark und seit März 2013 stellvertretender Obmann des Bundes-RFJ.
Für die Nationalratswahl 2013 wurde Triller als Spitzenkandidat des RFJ-Steiermark nominiert, wurde aber als Neuntgereihter der Landesliste nicht in den Nationalrat gewählt.
Am 22. März führte er die FPÖ bei der Gemeinderatswahl 2015 in seiner Heimatgemeinde als Spitzenkandidat zu einem Gewinn von 13,40 auf 17,60 Prozent. Damit zog er selbst und zwei weitere FPÖ-Mandatare in den Gemeinderat ein, nachdem die Partei 2005 und 2010 nicht im Gemeinderat vertreten war. Die Basis für diesen Erfolg hatte Triller bereits im November 2014 mit der Gründung einer gemeinsamen FPÖ-Ortsgruppe Niklasdorf/Proleb gelegt.
Für die Landtagswahl 2015 wurde Triller hinter Klubobmann Hannes Amesbauer im Wahlkreis 4 (Obersteiermark) an die zweite Stelle der Kandidatenliste der FPÖ gesetzt. Für den Einzug in den Landtag wurden etwa 15 Prozent der Stimmen prognostiziert. Nachdem die FPÖ die Landtagswahl im Wahlkreis 4 mit 26,43 Prozent der Stimmen hinter der SPÖ an der zweiten Stelle abschloss, war Triller als Mandatar gewählt. Er wurde am 16. Juni 2015 angelobt.
Im Februar 2016 wurde Triller zum Bezirksparteiobmann der FPÖ Leoben gewählt und löste somit den langjährigen Obmann und ehemaligen Nationalratsabgeordneten Udo Grollitsch ab.
Im Landtag war Triller Mitglied in den Ausschüssen für Infrastruktur (Abfall, Abwasser, Energie, Sicherheit, Telekommunikation, Verkehr, Wasser), Kontrolle, Verfassung (Verfassung, Dienstrecht, Vereinbarungen und Staatsverträge, Unvereinbarkeit und Immunität, Verwaltung, Verwaltungsreform) und Notsituationen.
Seit 9. Jänner 2018 fungiert Triller als Obmann des Kontrollausschusses im Landtag Steiermark, nachdem sein Vorgänger Mario Kunasek Bundesminister für Landesverteidigung wurde.
Derzeit ist Triller Sozial-, Kontroll- und Wehrsprecher und Mitglied in den Ausschüssen für Soziales (Arbeitsmarkt, Konsumentenschutz, Senioren und Integration), Kontrolle und Europa (Europäische Integration und Entwicklungspolitik).
2025 folgte er Armin Forstner als Präsident des Steirischen Zivilschutzverbandes nach.

## Privates
Marco Triller ist verheiratet und Vater von zwei Töchtern und einem Sohn.